# 中国人民解放军海军职工大学
中国人民解放军海军职工大学，简称海军职工大学，位于辽宁省大连市旅顺口区长江路118号，是理工类专科教育成人高等院校，是中国人民解放军海军装备部直属事业单位。

## 沿革
- 1981年，海军装备修理部批准筹建中国人民解放军海军舰船维修第一职工大学[2][3]。
- 1984年，中华人民共和国教育部批准“中国人民解放军海军舰船维修第一职工大学”正式成立[3]。备案文号：教育部〔84〕教成字015号[4]。

- 2000年，海军舰船维修第一职工大学更名为中国人民解放军海军职工大学[3]。是中国人民解放军海军装备部直属事业单位。
- 2006年，中国职工教育和职业培训协会授予海军职工大学“学习型组织”称号[3]。
- 2007年，辽宁省大连市旅顺口区人民政府授予海军职工大学“创业富民基地”称号[3]。
- 2012年，经海军装备部批准，海军职工大学成为“海军军事代表训练基地”以及“海军军械保障人才培训基地”[3]。
- 2013年，经中华人民共和国人力资源和社会保障部职业能力建设司批准，海军职工大学取得“职业技能鉴定站许可证”[3]。

中国人民解放军海军职工大学职业技术学校
- 1958年，“中国人民解放军海军四八一〇工厂技工学校”建校[5]。
- 1998年，海军装备部批准海军四八一〇工厂技工学校为“甲级技工学校”[5]。
- 2000年，海军四八一〇工厂技工学校更名为“中国人民解放军海军第二职业技术学校”[5]。
- 2000年，海军第二职业技术学校划归海军职工大学管理，保留技工学校建制[5]。
- 2004年，辽宁省劳动和社会保障厅批准海军第二职业技术学校为“省重点技工学校”[5]。
- 2005年，海军第二职业技术学校更名为“中国人民解放军海军职工大学职业技术学校”[5]。
- 2008年，海军职工大学职业技术学校被评为“大连市职业技能鉴定基地”[5]。
- 2010年，海军职工大学职业技术学校被评为“普惠制定点培训学校”[5]。

## 历任领导
| 校长 …… - 汪银良（2013年3月—） | 党委书记 …… - 陈子行（？—） |

## 专业设置
| 2017年时，海军职工大学的大专专业有： - 机电一体化技术 - 汽车运用与维修技术 - 电气自动化技术 - 航海技术 - 船舶工程技术 - 轮机工程技术 - 焊接技术与自动化 - 机械制造与自动化 - 建设工程管理 - 会计信息管理 - 工商企业管理 - 人力资源管理 - 市场营销 - 行政管理 - 物流管理 - 计算机信息管理 - 旅游管理 - 法律事务 - 口腔医学 - 临床医学 - 药学 - 护理 | 2017年时，海军职工大学职业技术学校的中专专业有： - 电子商务 - 冷作钣金加工（铆工） - 机械设备装配与自动控制（机电） - 焊接加工（电焊工） - 电子技术应用 - 船舶建造与维修（钳工方向） - 船舶建造与维修（电工方向） |